# ژول بونواله
ژول بونواله (فرانسوی: Jules Bonvalet‎؛ زادهٔ ۱۸ ژوئن ۱۸۸۸ - درگذشته نامشخص) سوارکار اهل بلژیک بود.